# Julio César Ortegón
Julio César Ortegón Luque (Cáqueza, 1º dicembre 1968) è un ex ciclista su strada colombiano.
Professionista tra il 1991 e il 1995, partecipò a due edizioni del Giro d'Italia e una del Tour de France.

## Carriera
I principali successi da professionista furono tre tappe e la classifica generale alla Ruta de México nel 1991, due tappe al Clásico RCN (una nel 1990 e una nel 1993) e una tappa alla Vuelta a Colombia nel 1990. Partecipò a due edizioni del Giro d'Italia, una del Tour de France e a due campionati del mondo.
Al Giro d'Italia 1992, grazie al terzo posto nel prologo di Genova a 10" dal vincitore Thierry Marie, vestì per due giorni la maglia bianca di miglior giovane.

## Palmarès
- 1988

Classifica generale Clásica El Carmen de Viboral
- 1989

Classifica generale Vuelta a Chile
- 1990

3ª tappa Clásico RCN
Prologo Vuelta a Colombia
- 1991

10ª tappa Ruta de México (León > Guadalajara)
12ª tappa Ruta de México (Guadalajara > Zamora)
17ª tappa Ruta de México (Cuernavaca > Città del Messico)
Classifica generale Ruta de México
- 1993

9ª tappa Clásico RCN

## Piazzamenti

### Grandi Giri
- Giro d'Italia

1992: 62º
1994: 54º
- Tour de France

1992: 125º

### Competizioni mondiali
- Mondiali su strada

Stoccarda 1991 - In linea: ritirato
Agrigento 1994 - In linea: ritirato
Agrigento 1994 - Cronometro: 33º